# Cleora caminariata
Cleora caminariata là một loài bướm đêm trong họ Geometridae.